# 托尼·霍克职业滑板
《托尼·霍克职业滑板》是Neversoft开发的滑板鞋电子游戏，由动视于1999年在PlayStation平台首发。游戏后来移植到任天堂64、Dreamcast、Game Boy Color和N-Gage。除Game Boy Color外的版本都获得媒体好评，评论主要称赞作品革新的玩法、关卡设计和控制方式。游戏获得商业成功，发售首月销售强劲。